# میناموتو نو تامه‌یوشی
میناموتو نو تامه‌یوشی (به ژاپنی: 源 為義 Minamoto no Tameyoshi)؛ ۱۰۹۶ – ۱۷ اوت ۱۱۵۶) رهبر خاندان میناموتو، سامورایی و نوه میناموتو نو یوشی‌ایه اهل ژاپن بود. وی خاندان میناموتو را در شورش هوگن رهبری می‌کرد.
وی پدربزرگ بنیانگذار شوگون‌سالاری کاماکورا، میناموتو نو یوریتومو بود. وی پس از شورش هوگن گردن زده شد.